# Bozzolo

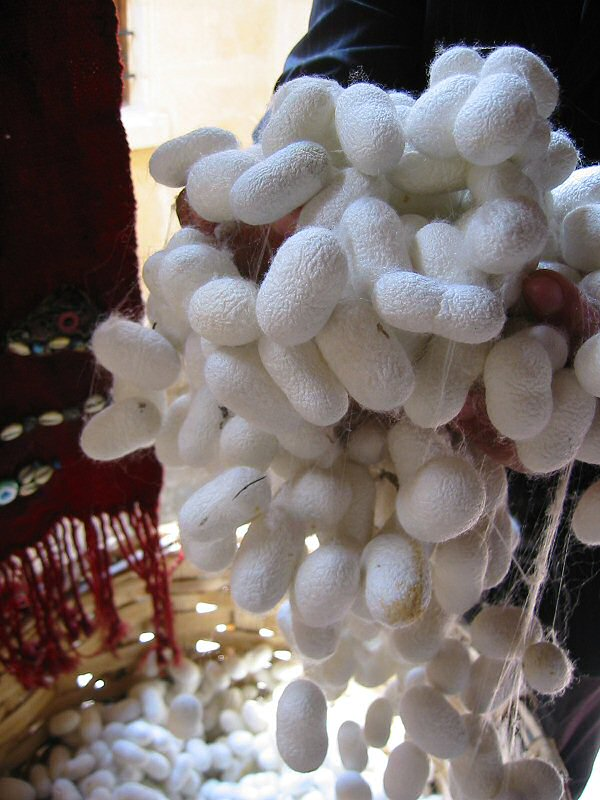
Bozzoli di baco da seta

Il bozzolo è un involucro protettivo all'interno del quale si svolge la metamorfosi di alcuni Insetti allo stadio di pupa. A differenza del pupario, realizzato con la trasformazione più o meno profonda di materiali di varia natura, non necessariamente prodotti dall'insetto, il bozzolo è un involucro costruito all'uopo con l'emissione e la tessitura di fili sericei.

## Funzioni
Nello stadio giovanile quiescente la struttura morfologica e anatomica dell'insetto subisce radicali trasformazioni. In questa fase l'insetto non si nutre ed è immobile, e quindi è facilmente esposto e vulnerabile a qualsiasi condizione ambientale avversa. Molti insetti hanno sviluppato meccanismi di protezione soprattutto dall'evaporazione. Questo comportamento si riscontra in molti Lepidotteri, con la costruzione del bozzolo, e in molti Ditteri con la costruzione di un pupario.

## Descrizione
Il bozzolo è preventivamente costruito dalla larva matura con seta secreta dalle ghiandole labiali o dai tubi malpighiani, oppure con seta imbrigliante altro materiale, o ancora con secreti intestinali che si rapprendono all'aria.
I bozzoli hanno forma, spessore grandezza e struttura svariate; talora sono doppi (con due strati concentrici), spesso complicati, sempre adattati alle necessità vitali della pupa e a quelle dell'immagine che dovrà poi infrangerli in qualche punto per uscirne. Vengono tessuti in diversi modi. Negli Imenotteri Aculeati, ad esempio, la loro trama è costituita da un intreccio più o meno lasso di fili sericei, ottenuti facendo uscire il secreto delle ghiandole labiali da uno dei due angoli anteriori della filiera. Il punto in cui le pareti del bozzolo vengono a contatto per chiudersi spesso è contrassegnato da strutture particolari, semplici, multiple o complesse o da sovrastrutture di forma varia.
Infine, accade a volte che due o più larve costruiscano insieme un solo bozzolo o più bozzoli, reciprocamente collegati in un tutto unico.